# 伏見宿 (中山道)

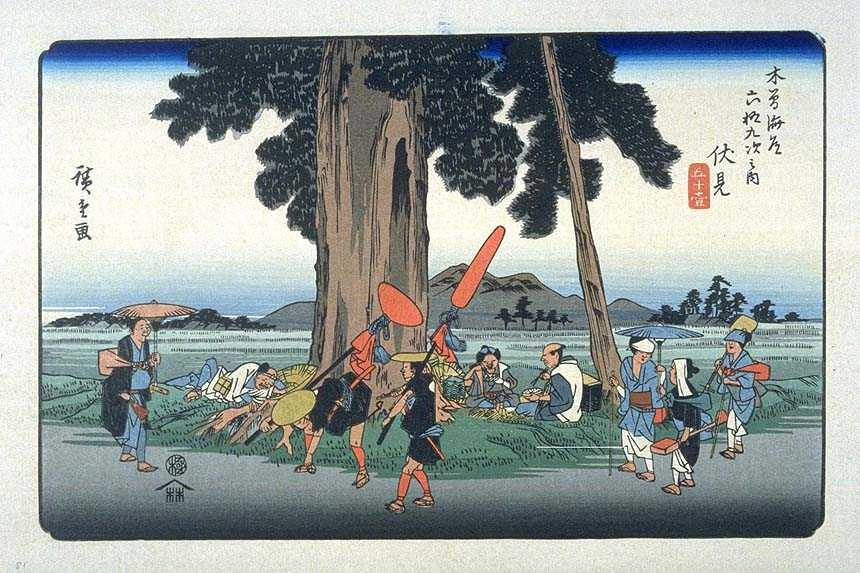
歌川広重「木曽海道六十九次・伏見」

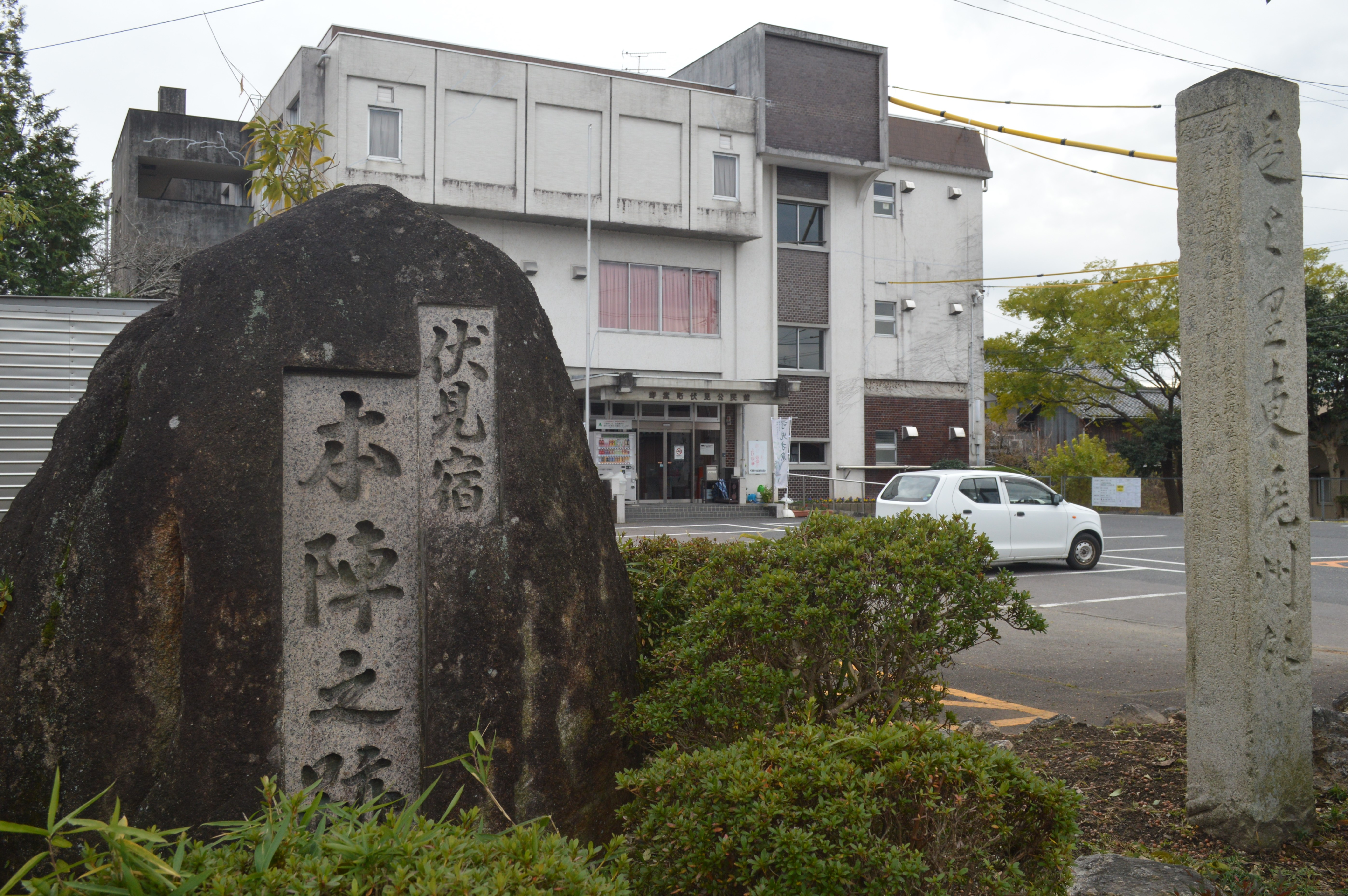
「伏見宿本陣之跡」

伏見宿（ふしみじゅく）は、中山道50番目の宿場（→中山道六十九次）。美濃国可児郡伏見村（現・岐阜県可児郡御嵩町）に存在した。

## 歴史
元禄7年（1694年）に設置。それ以前は土田宿が中山道の宿場となっていたが、木曽川の流路の変化により渡し場が移動し、土田宿が廃宿となったことにより新設された（土田宿は以降は上街道の宿場として存続した）。
国道21号がかつての伏見宿付近を貫いているため、宿場町の風情は失われている。

## 概略
- 尾張藩領（1843年）
- 人口：485人
- 家数：82軒
- 本陣：1軒
- 脇本陣：1軒
- 旅籠：29軒

## 最寄り駅
- 名鉄広見線 明智駅

## 史跡・みどころ
- 「本陣之跡」碑
- 新村湊跡

太田宿までの史跡・みどころ
- 今渡の渡し場（太田の渡し）跡
江戸中期に設置[1]。中山道の三大難所の一つであった。1927年（昭和2年）に太田橋が架かるまで渡し船があったが、1902年（明治35年）以降は両岸に組まれた櫓にワイヤーを渡して舟を滑車でけん引する方式になっていた[1]。

## 主な通行
- 駱駝 - 文政4年（1821年）に長崎に上陸したペルシャ産のヒトコブラクダのオスとメスの2頭は幕府献上品として輸入されたが幕府は受け取りを辞退した[2]。そのため大坂の商人の手に渡って興行目的で行脚することになり、「昼飯村文書」によると伏見宿には江戸に向かう途中の文政7年（1824年）8月6日からの3日間滞在し、多くの見物客を集めた[2]。

## 隣の宿
中山道
御嶽宿 - 伏見宿 - 太田宿
木曽街道
伏見宿 - 土田宿